# Municipio de Plainsboro
El municipio de Plainsboro (en inglés: Plainsboro Township) es un municipio ubicado en el condado de Middlesex en el estado estadounidense de Nueva Jersey. En el año 2010 tenía una población de 22,999 habitantes y una densidad poblacional de 725 personas por km².

## Geografía
El municipio de Plainsboro se encuentra ubicado en las coordenadas 40°10′12″N 74°35′13″O / 40.17000, -74.58694.

## Demografía
Según la Oficina del Censo en 2000 los ingresos medios por hogar en el municipio eran de $72,097 y los ingresos medios por familia eran $88,783. Los hombres tenían unos ingresos medios de $62,327 frente a los $44,671 para las mujeres. La renta per cápita para la localidad era de $38,982. Alrededor del 3% de la población estaba por debajo del umbral de pobreza.